# Кракра (улица)
Вижте пояснителната страница за други значения на Кракра.
„Кракра“ е централна улица в София.
Простира на юг до бул. „Цар Освободител“ в района на Софийския университет, а на север до бул. „Княз Александър Дондуков“. Пресича се с някои централни пътища в София като ул. „Шипка“, ул. „Оборище“ и бул. „Янко Сакъзов“.

## Обекти
На ул. „Кракра“ или в нейния район са разположени следните обекти:
- Резиденцията на турския посланик – една от най-красивите къщи в София, строена в 1903 г. за дом на адвокат Хараламби Сърмаджиев.
- БАН – Институт за изследване на изкуствата (№ 21). Сградата е била домът на Андрей Ляпчев, който я завещава на БАН и в течение на 40 години там се е помещавал Институтът за музика.
- Чешкият клуб-ресторант (№ 15). Точно до него (на № 17) е била къщата на проф. Порфирий Бахметиев.
- Централният дом на архитекта (№ 11)
- Българо-американска кредитна банка (№ 16). Сградата е построена през 1893 година по проект на Карл Хайнрих за къща на подполковник Стефан Паприков. През 1917 година той продава къщата на Елена Сърмаджиева, която я надстроява с 2 етажа. По-късно сградата е използвана от Държавна сигурност и Народната милиция.[1]
- Народната библиотека
- Докторската градина
- Посолство на Нидерландия
- Британски съвет в България (№ 7) – това е къщата на Йовка и Дончо Палавееви, построена през 1921 г. в стил ар деко.[2]
- Посолство на Словакия
- Дом на културата Средец
- 1 АЕГ
- 112 ОУ „Ст. Заимов“
- Парк „Ген. Заимов“
- Националният център по заразни и паразитни болести

## Галерия
- Резиденцията на турския посланик
- Паркът Заимов
- Централният дом на архитекта
- Българо-американска кредитна банка
- Институт за изследване на изкуствата
- Чешкият клуб
- Албанското посолство
- Посолствата на Нидерландия и Литва
- Къщата на проф. Порфирий Бахметиев
- Първа Английска гимназия